# Villa Brännugnen

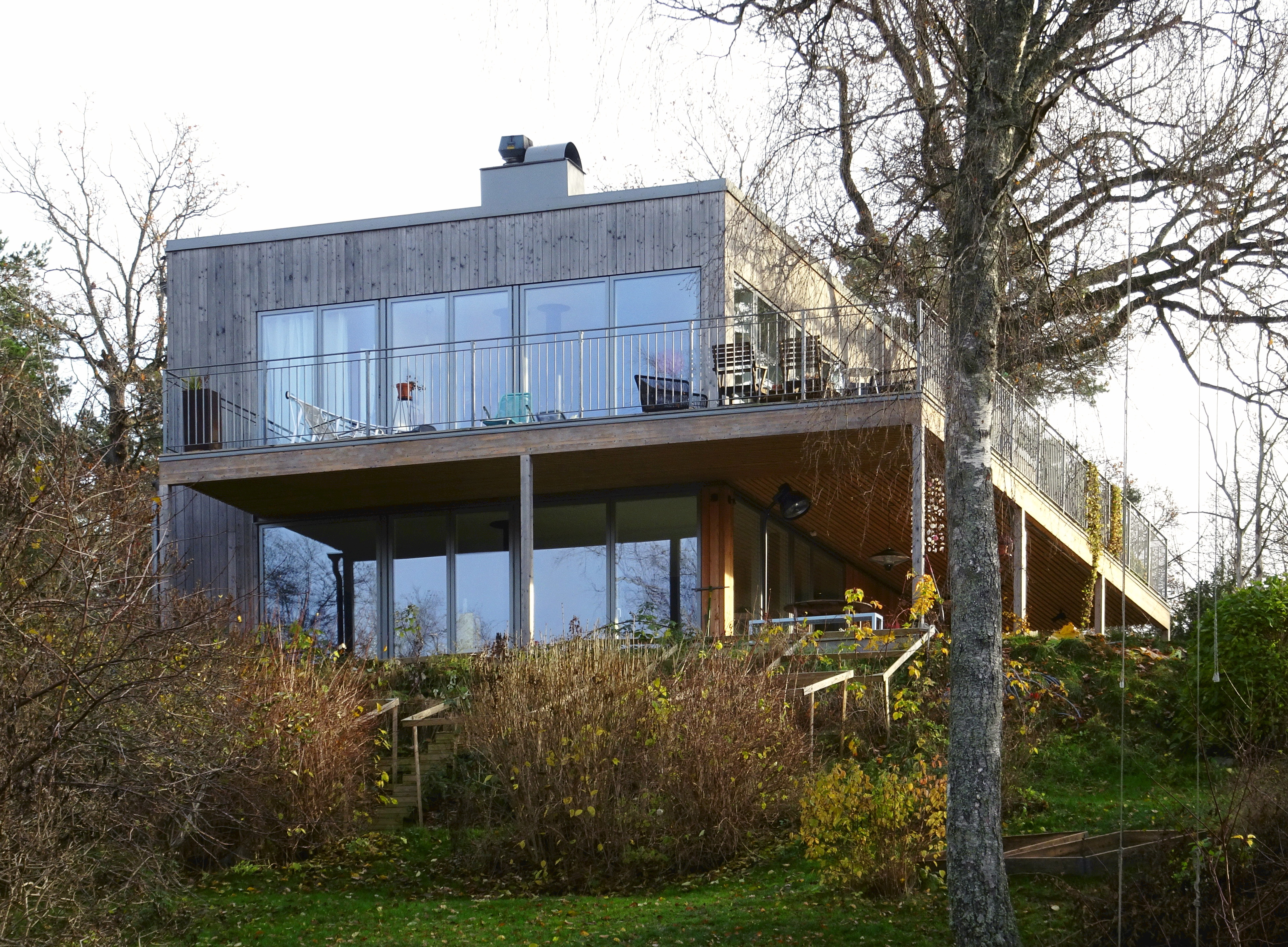
Villa Brännugnen i oktober 2021, fasad mot Junivägen.

Villa Brännugnen (fastighet Brännugnen 11) är en privatvilla med offentlig restaurang belägen vid Snöbärsstigen 8 i bostadsområdet Stora Mellansjö i Huddinge kommun. Den av arkitekt Gert Wingårdh ritade villan belönades 2019 med Huddinges byggnadspris.

## Byggnadsbeskrivning

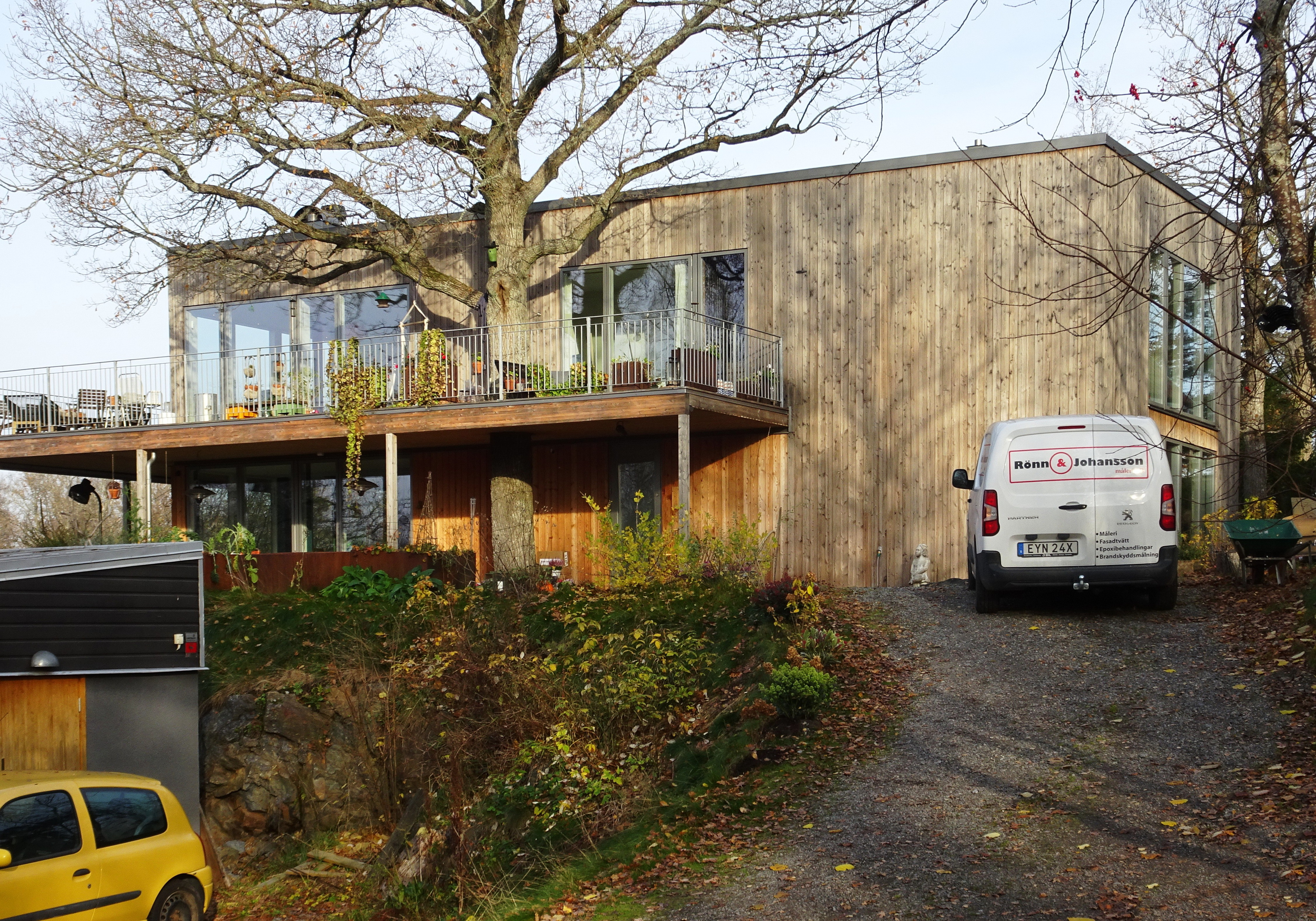
Fasad mot Snöbärsstigen.

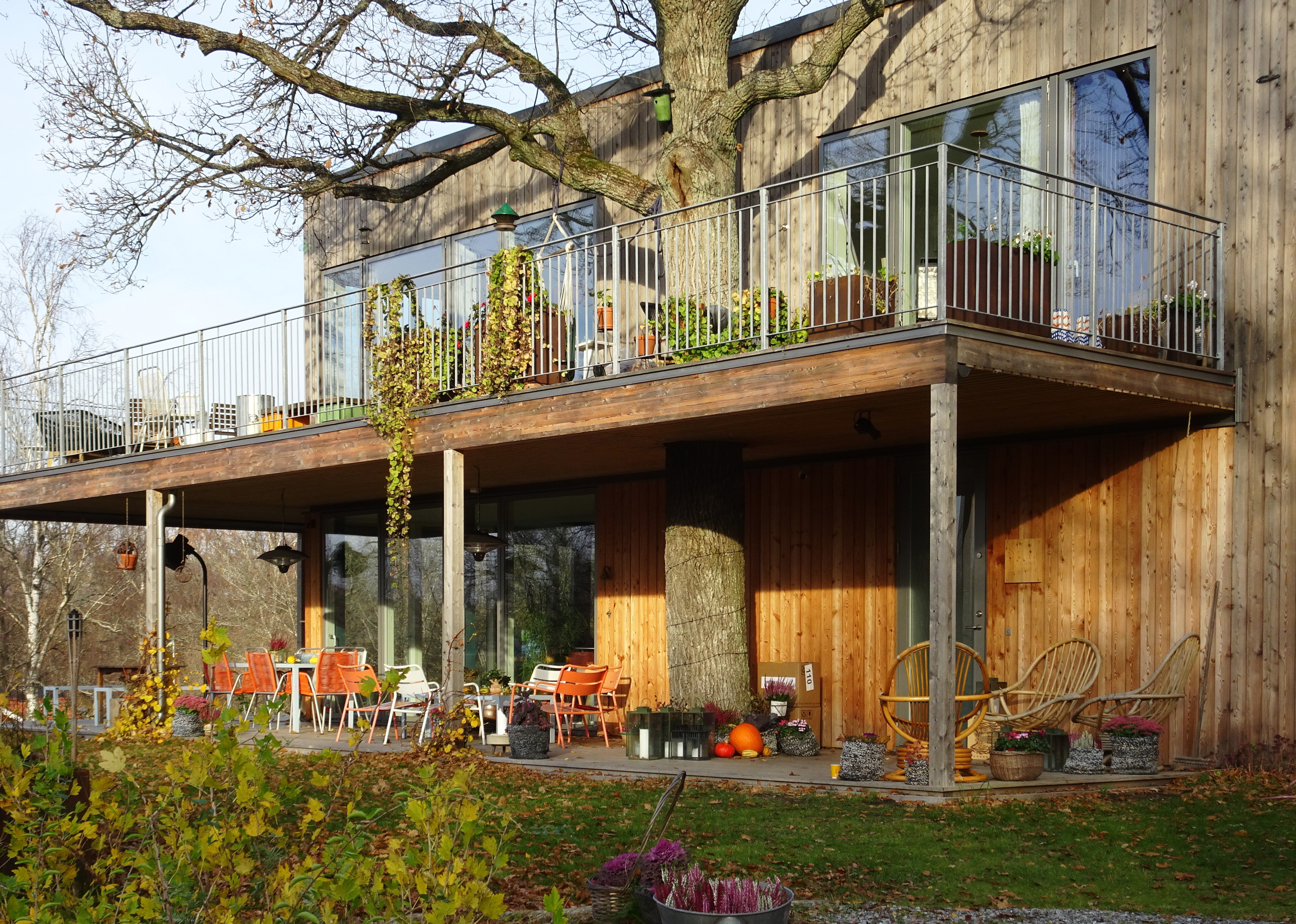
Eken genom verandan / balkongen.

Villa Brännugnen uppfördes mellan 2016 och 2017 på hörntomten  Snöbärsstigen / Junivägen. Huset är egentligen ett typhus från företaget Sköna Hus som ritades av arkitekt Gert Wingårdh i nära samarbete med byggherren, paret Johan och Katrina Lindqvist. Innan dess fans här redan en äldre villa som brann ner 2015 och behövde rivas. Det nya huset gestaltades i kubisk form i två våningar med fasadbeklädnad av lärkträ. Vid utformningen togs även hänsyn till den befintliga vegetationen, bland annat sparades en stor ek som går rakt genom verandan och ovanför liggande balkongen. 
Huset är inte bara privatbostad åt familjen Lindkvist utan förvandlas några kvällar i veckan till en intim restaurang med avsmakningsmeny. Johan Lindqvist, som är krögare med erfarenhet från bland annat Den Gyldene Freden, står för maten.

## Huddinges byggnadspris
År 2019 belönades villan med Huddinges byggnadspris som valdes genom en publik omröstning bland fem kandidater. Totalt avgavs 1 388 röster, varav cirka en tredjedel gick till vinnaren. Priset består av en plakett samt ett diplom som är formgiven av konstnären Håkan Bull.

### Juryns motivering
| ” | En tidlös och lågmäld arkitektur samtidigt som byggnaden har getts ett modernt uttryck. Byggnaden har enkla geometriska former och en särpräglad fönstersättning. Taket ansluter direkt till fasaden utan taksprång och fönstren är utskurna i träfasaden utan synliga omfattningar. De få detaljerna och de stora fönsteröppningarna ger ett lugn och en stadga åt byggnaden. Husets placering upplevs väldigt medvetet och byggnaden tar plats, utan att för den delen ta över platsen. En äldre ek har byggts in i en större balkong så att naturen får en lika självklar plats som byggnaden, vilket bidrar stort till villans karaktär. Projektet ger uttryck åt det moderna villasamhället och är ett positivt tillskott i kommunens småhusbestånd. | „ |